# Sam Riegel
Pour les articles homonymes, voir Riegel.
Sam Riegel, né le 9 octobre 1976 à Washington DC, est un acteur américain. Il est particulièrement connu pour le doublage de Donatello dans Les Tortues Ninja et ses rôles dans la websérie Critical Role.

## Biographie

### Études
Sam commença sa carrière très jeune, mais ne joua jamais à l'école. A 14 ans, il rejoint les bancs du lycée des arts du spectacle PCS, à New-York.
Il entra à l'Université de Virginie. Après l'obtention de son diplôme d'arts, sa marraine, Tina Fey, l'encourage à faire de l'improvisation. Elle le dirige vers un groupe d'improvisation à New-York appelé Upright Citizens Brigade,.

#### Carrière
Sam Riegel commence sa carrière d'acteur très jeune, au côté de sa sœur, principalement au théâtre et dans des comédies musicales (comme La Mélodie du Bonheur).
Parmi ses premiers grands rôles dans le doublage anglais de séries animées, Sam obtient divers rôles de la série Yu-Gi-Oh! (Tristan Taylor, Rex Raptor, Arkana) en 2000.
En 2002, il obtient des rôles dans la série Naruto, puis Naruto Shippuden, jouant divers rôle, mais plus particulièrement celui de Baki. Il prêta aussi sa voix à ces mêmes personnages dans les jeux vidéo associés. Il joua brièvement le rôle de Shino Aburame.
Il prête sa voix à Donatello des Tortues Ninjas à de multiples occasions, pour la série animée et les jeux vidéo associés entre 2003 et 2010.
En 2011, il participe avec Rob Blatt à la compétition télévisée d'a capella The Sing-Off, comme scénariste. La même année, il devient directeur de doublage chez Disney Television Animation.
En 2012, il obtient le rôle de Spider-Man pour le jeu The Amazing Spider-Man d'Activision.
Depuis 2013, il joue avec ses amis dans Critical Role, d'abord dans le rôle de Scanlan Shorthalt (campagne 1), puis Nott The Brave/Veth Brennato (campagne 2) et Fresh Cut Grass (campagne 3). Il devient un des fondateurs de la websérie en 2015, puis de l'entreprise à partir de 2019. En 2022, à la suite du succès du projet Kickstarter de la websérie, il prête sa voix pour son personnage Scalan dans la série animée The Legend of Vox Machina.
Il figure parmi les 27 acteurs ayant joué le rôle de Spiderman.

### Vie privée
La grand-mère de Sam était une rescapée de l'Holocauste. Il est le frère de l'actrice Eden Riegel et le demi-frère de la réalisatrice Tatiana S. Riegel.
Sam Riegel vit à Los Angeles avec sa femme, la cinématographe Quyen Tran avec qui il a une fille et un garçon,.
Sam Riegel et Quyen Tran sont témoins des attentats du 11 septembre 2001. Après avoir été pris dans un nuage de poussière formé par la chute de la Tour Sud, ils s'échappent au Battery Park où ils observent la chute de la Tour Nord. Sam capture alors une vidéo qui est reprise dans de nombreux documentaires. Peu après ces évènements, ils déménagent en Californie, où Quyen est acceptée à l'Université de Californie à Los Angeles (UCLA).

## Filmographie

### Acteur

#### Jeux vidéo
- 2003: Growlanser: Wayfarer of Time: Crevanille / Lumis Lichtmann
- 2004: Teenage Mutant Ninja Turtles 2: Battle Nexus: Donatello
- 2004: Yu-Gi-Oh!: Kapuseru monsuta koroshiamu: Rex Raptor
- 2004: Blinx 2: Masters of Time & Space: Opérateur
- 2005: Rogue Galaxy: Lord Gazel / Fritz
- 2005: Teenage Mutant Ninja Turtles 3 : Mutant Nightmare: Donatello
- 2005: TMNT: Mutant Melee: Donatello
- 2005: Wild ARMs: The 4th Detonator: Jeremy Non / Zed
- 2006: Hitman Blood Money: Chad Bingham Jr.
- 2006: God Hand: Azel / Bruce / Ravel
- 2006: Samurai Champloo: Sarutaro / Black Tengu
- 2006: Blue Dragon: King Jibral / Turbulent Mai
- 2006: Time Crisis 4: Marcus Black
- 2006: .hack//G.U. Vol 1: Rebirth: Silabus
- 2006: .hack//G.U. Vol 2: Reminisce: Silabus
- 2006: Digimon World Data Squad: Kudamon / Reppamon / Tyilinmon
- 2007: Final Fantasy IV: Edward Chris von Muir
- 2007: Eternal Sonata: Allegretto
- 2007: Ace Combat 6: Fires of Liberation: Marcus Lampert
- 2007: Naruto Shippuden: Ultimate Ninja 4: Baki
- 2007:  .hack//G.U. Vol 3: Redemption: Silabus
- 2007: Summon Night: Twin Age: Nassau
- 2008: Armored Core: For Answer
- 2008: Cross Edge: York
- 2008: Naruto: Clash of Ninja Revolution 2: Baki
- 2009: Resident Evil: the Darkside Chronicles: Steve Burnside
- 2009: Naruto Shippuden: Ultimate Ninja Heroes 3: Baki / Hakui
- 2009: Persona: Masao Inaba
- 2009: Teenage Mutant Ninja Turtles: Turtles in Time Re-Shelled: Donatello
- 2009: Naruto Shippuden: Dragon Blade Chronicles: Kuroma Tatsushiro
- 2009: Teenage Mutant Ninja Turtles: Smash-up: Donatello
- 2009: Kamen Rider: Dragon Knight: Kamen Rider Incisor / System Voice
- 2009: Trinity Universe: Kanata
- 2009: Naruto Shippuden Legends: Akatsuki Rising: Baki
- 2009: Naruto Shippuden: Clash of Ninja Revolution 3: Baki
- 2010: Fallout: New Vegas: Ghoul / Chris Haversam / Rotface
- 2010: Final Fantasy XIV: Alphinaud
- 2010: Transformers: Wars of Cybertron: Starscream
- 2010: End of Eternity: Jean-Paulet
- 2010: World of Warcraft: Cataclysm: Calen / Enchanted Magus
- 2010: Naruto Shippuden: Ultimate Ninja Storm 2: Baki
- 2010: Sengoku Basara 3: Motonari Mori / Yoritsuna Anegakoji
- 2010: Hyperdimension Neptunia: Ganache
- 2010: Stay Night: Unlimited Blade Works: Shiro Emiya
- 2010: Blood Drive: Bedlam
- 2010: Trauma Team: Joshua Cunningham
- 2012: Dead or Alive 5: Muramasa
- 2012: Guild Wars 2: Pekapek / Viciss
- 2013: Fire Emblem: Awakening: Donnel / Stahl
- 2014: Transformers: Rise of the Dark Spark: Starscream
- 2014: The Amazing Spider-Man 2: Spider-Man / Peter Parker
- 2014: Naruto Shippuden: Ultimate Ninja Storm: Baki
- 2015: Resident Evil: Revelations 2: Gabriel Chavez
- 2015: Batman : Arkham Knight: Officier Beauchamp / Officier DeRogatis / Officer Welch
- 2015: Pillars of Eternity: The White March: Heodan
- 2015: Pillars of Eternity: Heodan
- 2015: Persona 4: Dancing All Night: Teddie
- 2015: Guild Wars 2: Heart of Thorns: Braham Eirsson / Tizlak
- 2015: Fallout 4: Brother Devin (DLC) / Cole (DLC) / Faraday (DLC)
- 2016: Tale of Bersaria: Jude Mathis
- 2016: Yu-Gi-Oh!: Duel Links: Rex Raptor / Para / Arkana
- 2016: World of Final Fantasy: Ultros
- 2017: LawBreakers: Zae
- 2017: Guild Wars 2: Path of Fire: Braham Eirrson
- 2017: .hack//G.U. Last Recode: Silabus
- 2017: Fire Emblem Heroes: Donnel / Raigh / Stahl
- 2018: Pillars of Eternity II: Deadfire: Scalan Shorthalt / Bearn / Nemnok / Rekke ...
- 2018: Fallout 76: Victor / Quentin Arlen
- 2019: Teppen: Phoenix Wright
- 2019: Indivisible: Ren
- 2020: One Punch Man: A Hero Nobody Knows: Metal Bat
- 2020: Bugsnax: Gramble Gigglefunny
- 2021: Disgaea 6: Defiance of Destiny: Prinny
- 2021: NieR Replicant: ver.1.22474487139...: Jakob

#### Séries
- 1992: K.O. Beast: Wan Derbard
- 1999: Di Gi Charat: Manager
- 2000: Boys be... : Kyoichi Kanzaki
- 2000-2003: Yu-Gi-Oh! : Tristan Taylor / Rex Raptor / Arkana
- 2001: Janguru wa itsumo hare nochi Guu: Ashio
- 2001: Gakuen senki Muryo: Toshio Mikami
- 2001: Komikku pati: Kazuki Sendou
- 2001-2002: The Prince of Tennis: Shuichiro Oishi
- 2002-2007: Naruto: Baki / Zaku Abumi / Chishima...
- 2002: Pokémon: Chico
- 2002: Shaman King: Johann George Faust VIII
- 2002: Samurai Deeper Kyo: Makaora
- 2003: Texhnolyze: Kazuho Yoshii
- 2003: Takahashi Rumiko gekijo: Ningyo no mori: Mr Asakawa
- 2003: Sukurappudo purinsesu: Dennis
- 2003: Zatch Bell!: Purio
- 2003-2010: Ikki tosen : Chuei Totaku
- 2003-2010: Les Tortues Ninja: Donatello / Dr. Chaplin ...
- 2004: Enfer & Paradis: Dan Inosato
- 2004: DearS: Hikoro 'Oihiko' Oikawa
- 2004: Grenadier: Hohoemi no senshi: Yajiro Kojima
- 2004: Hikari to mizu no Daphne: Chang / Security
- 2004: Monster: Constantine / Peter
- 2005: Jackie Chan: Older Jimmy / Jimmy
- 2005: Gun x Sword: Klatt
- 2005: Hachimitsu to Kuroba: Shinobu Morita
- 2005: Bokusatsu tenshi Dokuro-chan: Hiroshi Miyamoto
- 2005-2006: Kamichu! : Ino
- 2005-2007: Eyeshield 21: Voix additionnelles
- 2006: Fate/Stay Night: Shiro Emiya
- 2006: La Mélancolie de Haruhi Suzumiya: Kunikida / Taniguchi
- 2006-2010: Bleach: Maki Ichinose
- 2006-2007: Ryûsei no rokkuman: Tom Dubious
- 2006-2008: Code Geass: Lelouch of the Rebellion : Clovis la Britannia
- 2006-2008: Digimon Data Squad: Kudamon / Kentaurosmon / Chirinmon...
- 2007: Lucky Star: Minoru Shiraishi / Narrateur
- 2007: Aika R-16: Vajin misshon: Gusto
- 2007-2008: Tengen toppa gurren lagann: Viral
- 2007-2008: Blue Dragon: Jiro
- 2007-2013: Naruto : Shippuden: Rinji / Baki / Ko Hyuga
- 2008: Happy Monster Band: Raoul
- 2008-2009: Blue Dragon : Tenkai no shichiryu : Voix Additionnelles
- 2009-2010: Gormiti : The Lords of Nature Return! : Toby Tripp
- 2009-2011: Sengoku Basara: Mori Motonari
- 2009-2012: Hellsing Ultimate: Divers
- 2010: Dance-A-Lot Robot: Dance-A-Lot Robot
- 2010: Durarara!!: Issac Dian
- 2010-2011: Nura: Rise of the Yokai Clan: Kiyotsugu
- 2010-2011: Marvel Anime: Détective Ikeda  / Voix Additionnelles
- 2011: Blue Exorcist: Mephisto Pheles / Izumi
- 2011: Blade : Detective Ikeda
- 2011: Yu-Gi-Oh! Zexal : Chills / Number 16's Holder
- 2011-2012: Persona 4: The Animation : Teddie / Shu Nakajima
- 2011-2015: Winx Club: Riven / Acheron / Rumpelstiltskin
- 2012: Rinne no Lagrange: Array
- 2012-2015: K : Yashiro Isana
- 2013-2015: Digimon Fusion: Bluemeramon
- 2013-2016: Wander : Divers
- 2013-2017: Docteur La Peluche : Orville / Wilbur
- 2013-2017: LEGO Friends : Le Pouvoir de l'amitié : Jacob / Voix Additionnelles
- 2013-2017: Princess Sofia : Smokelee / Yellowbelly / Voix Additionnelles
- 2014: Sengoku Basara: End of Judgement : Mori
- Depuis 2015: Critical Role : Scalan Shorthalt / Nott the Brave / Veth Brenatto / Fresh Cut Grass
- 2015: La Disparition de Yuki Nagato: Taniguchi
- 2015-2016: LEGO Friends: Jacob
- 2015-2018: Pickle and Peanut : Cody / Voix Additionnelles
- 2015-2019: One Punch Man: Metal Bat / Peach Terry
- 2016-2018: Future-Worm! : Lew Cregger / Carl
- 2017: Danger & Eggs : Les frères Phillip (voix)
- 2017: Blue Exorcist: Kyoto Saga: Mephisto Pheles
- 2017-2021: La Bande à Picsou: Gavin / Pirates / Hack
- 2018: Gyakuten Saiban : Furio Tigre
- 2018: Stream of Many Eyes : Obby the Rat
- 2018: Scooby-Doo! & Batman : L'Alliance des Héros : Dr. Achilles Milo / Léo Scarlett
- 2019: Travis Willingham's Yee-Haw Game Ranch : Drak'ar Noir
- 2019-2021: Fancy Nancy Clancy : Male Announcer / Male Narrator
- 2019-2021: Amphibia : Brown Overalls Frog / Branson / Bartley
- 2020: Ghost in the Shell SAC_2045 : Officier USAF
- 2020-2021: Narrative Telephone : Lui-même
- 2021: Kid Cosmic : Jerry / PT-SB
- 2021-2023 : Star Wars: The Bad Batch : Ketch
- 2021: The Duckburg Life : Police Officer / Sal
- 2021: Archibald's Next Big Thing Is Here : Forgeron
- 2022: The Legend of Vox Machina : Scalan Shorthalt

### Directeur de doublage
- 2004: Conservative Eye for the Liberal Guy
- 2006: The Third: Aoi hitomi no shoujo
- 2007: Ace Combat 6: Kaiho heno senka
- 2008: Cooking to Get Lucky
- 2011: Rocksmith
- 2013: Gyakuten saiban 5
- 2015: Skyforge
- 2015: Yoyotoki: Happy Ears
- 2015: Bear in Underwear
- 2015-2017: Danger & Eggs
- 2015-2016: Fresh Beat Band of Spies
- 2016: Bad Guys
- 2017: Valt the Wonder Deer
- 2017-2018: Unikitty!
- 2018: Scooby-Doo! & Batman : l'Alliance des héros
- 2018: #TheLateBatsny
- 2018: Neo Yokio
- 2019-2020: DC Super Hero Girls
- 2019: Le Monde Magique de Reggie
- 2019: DC Super Hero Girls: Sweet Justice
- 2019: Hot Streets
- 2019: DC Super Hero Girls : Super Shorts
- 2020: Kinderwood
- 2021: Kid Cosmic

### Scénariste
- 2004: Ghost Talker's Daydream
- 2004: Kannazuki no miko
- 2004: Maho Shojo tai Arusu
- 2006-2011: Kekkaishi
- 2006: The Great Sketch Experiment
- 2006: Exposing the Order of the Serpentine
- 2008: Imaginary Bitches
- 2009-2010: Atom TV
- 2010: ModNation Racers
- 2010: The Tastemaker
- 2010: Sengoku Basara 3
- 2010: 10 Minutes Solution
- 2010-2013: The Sing-Off
- 2011: America's Best Dance Crew
- 2013: Fetch Quest
- 2013: Game Stain
- 2015: #DanceBattle America
- 2016: Wander
- 2016-2017: Pickle and Peanut
- 2018-2020: All Work No Play

## Récompenses
Sam Riegel remporte en 2018 le Daytime Emmy Awards du meilleur directeur de doublage dans un programme d'animation pour Danger & Eggs.

### Prises de positions
En 2020, pendant l'une des crises de la représentation ethnique aux écrans, Sam soutient l'idée de doubleurs d'une couleur de peau blanche refusant ou regrettant de jouer des personnages d'une autre couleur de peau.
En 2021, il donne une critique publique et positive de Inside, le show sur Netflix de Bo Burnham.